# Matsudaira (Fukōzu)

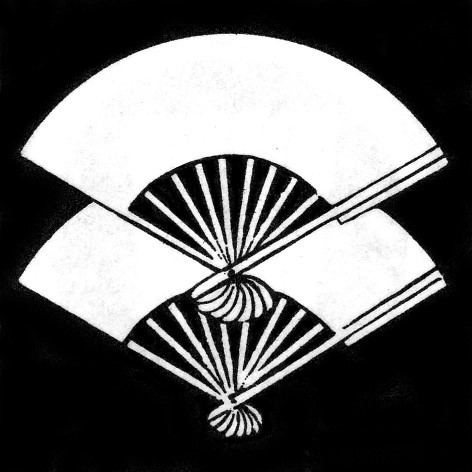
Wappen der Fukōzu

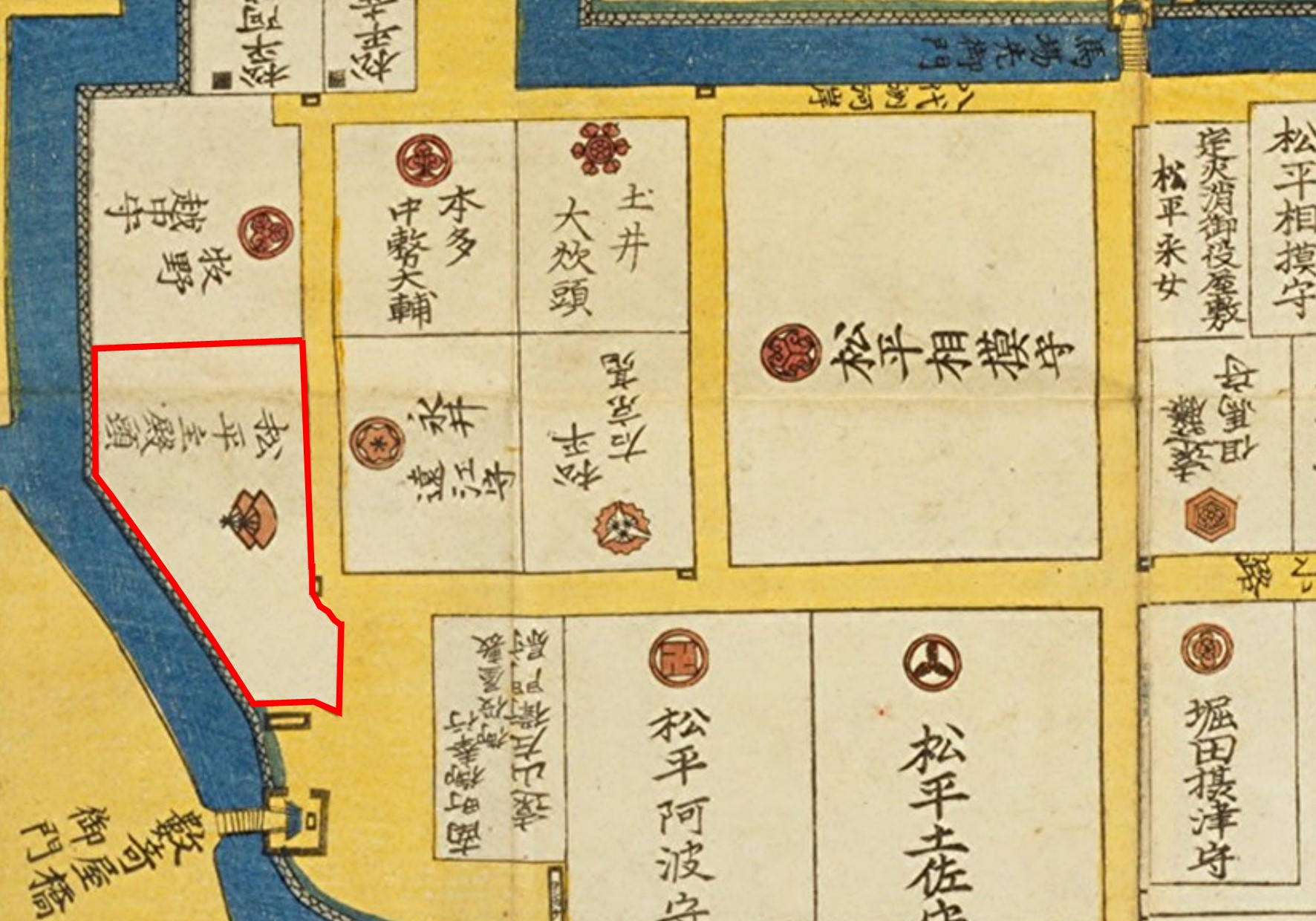
Fukōzu-Residenz in Edo

Die Fukōzu-Matsudaira (japanisch 深溝松平家, Fukōzu Matsudaira-ke) waren eine Familie des japanischen Schwertadels (Buke), die sich von Matsudaira Nobumitsu ableitete. Mit einem Einkommen von 70.000 Koku gehörten die zuletzt in Shimabara (Präfektur Nagasaki) residierenden Fukōzu zu den größeren Fudai-Daimyō der Edo-Zeit.

## Genealogie
- Tadasada (忠定; † 1531), Enkel Nobumitsus und Sohn Tadakages dem Gründer der Goi-Matsudaira, ließ sich in Fukōzu (Mikawa)[Anm. 1] nieder und nahm diesen Namen an, gehörte natürlich weiterhin zu den Matsudaira.
- Yoshikage (好景; 1511–1556) focht unter Kiyoyasu und Hirotada, Großvater und Vater Tokugawa Ieyasus. Er fiel in der Schlacht gegen Kira Yoshiaki.
- Koretada (伊忠; 1537–1575) unterstützte Ieyasu in seinen Feldzügen und fiel in einer Schlacht gegen Oyama Masayuki, Hausverwalter der Takeda.
- Ietada (家忠; 1555–1600) fiel, als er Fushimi gegen die Armee von Ishida Kazushige verteidigte.
- Tadatoshi (忠利; 1582–1632) wurde 1601 zum Daimyō in mit einem Einkommen von 20.000 Koku ernannt. 1612 wurde er nach Yoshida (Mikawa), seine Nachkommen 1649 nach Fukuchiyama (Tamba) mit 45.000 Koku, 1669 nach Shimabara (Hizen) mit 70.000 Koku, 1749 nach Utsunomiya (Shimotsuke) und schließlich wieder nach Shimabara versetzt. Ehrentitel: Shuden no kami („Vorsteher der Kanzlei für Hallenwartung“). Nach 1868 Vizegraf.